# Xi’an (stacja kolejowa)
Xi’an (chiń. 西安站; pinyin Xī’ān Zhàn) – stacja kolejowa w Xi’an, w prowincji Shaanxi, w Chinach. Stacja posiada 5 peronów.